# Caverna do Cavalo

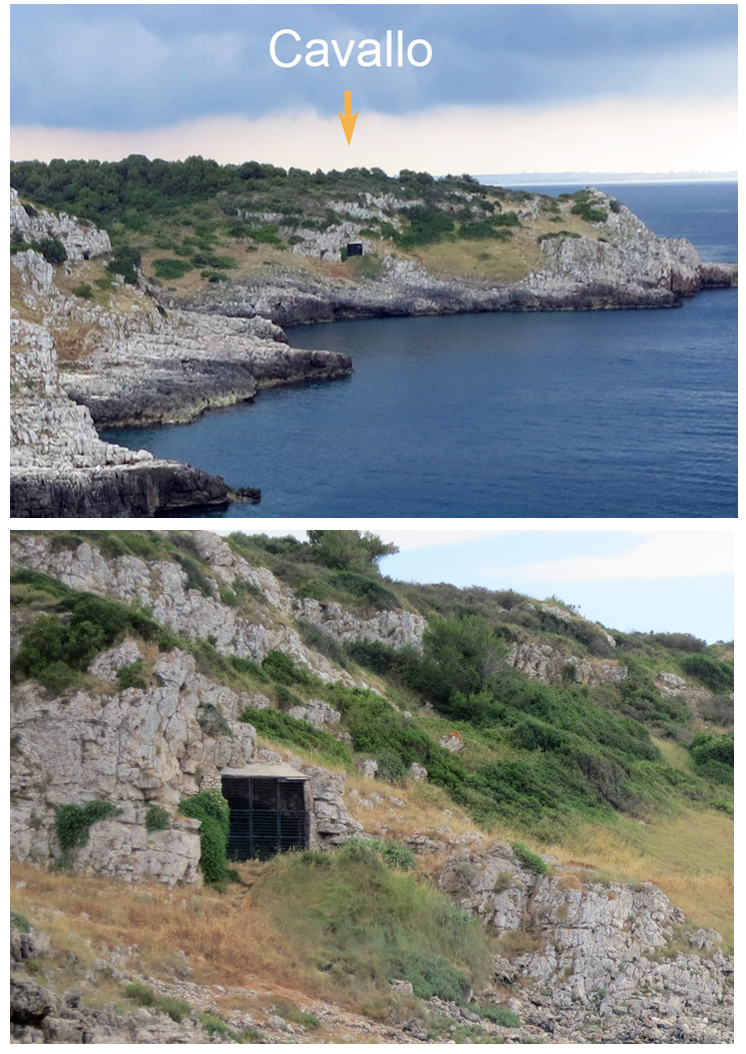

A Caverna do Cavalo (italiano: Grotta del Cavallo) é uma caverna de calcário na região de Apúlia, sul da Itália, há 90 km de Nardò, ao sul de Taranto. A caverna está 15 metros acima do nível atual do mar. Tem uma entrada arredondada, com 5 metros de largura e 2,5 metros de altura. A caverna foi redescoberta em 1960 e duas ondas de escavações se seguiram. A primeira onda que vai de 1963 a 1966 e a segunda de 1986 a 2008. A caverna foi perturbada por saqueadores durante o período entre as duas ondas de escavações, danificando as camadas correspondentes ao Paleolítico Superior; por isso, a entrada da caverna é coberta por um portão e é fechada ao público. 

## Arqueologia

### Estratigrafia
A caverna contém uma rica sucessão estratigráfica com profundidade de 7 metros, que é depositado em cima de uma fundação de praia interglacial. A seção mais notável desta sequência abrange o Paleolítico Médio, associado à cultura Neanderthal Mousteriana e recentemente descobriu estratos subsequentes que foram associados ao aparecimento mais antigo de seres humanos anatomicamente modernos na Europa. 

### Descobertas
Em 1964, dois molares decíduos foram descobertos na caverna. Em 1967, os pesquisadores descreveram os dentes como de origem neandertal e assumiram que as ferramentas de pedra e os ornamentos de contas de concha eram típicos de uma cultura neandertal, que posteriormente foi denominada Cultura Uluzziana, pois se assemelha ao Châtelperroniano. No entanto, a associação da cultura châtelperroniana ao Homo neanderthalensis está sujeita a um debate em andamento. Em 2011, uma equipe de pesquisadores liderada por Stefano Benazzi, do Departamento de Antropologia da Universidade de Viena, publicou um estudo na revista Nature, que concluiu que os dentes não são de origem neandertal, mas de um Homo sapiens inicial e datam de 45.000 a 43.000 anos a.C. Segundo Benazzi, esses resultados permitem sustentar a hipótese de que a cultura Uluzzi não deve ser atribuída aos neandertais, mas aos humanos modernos. Embora a procedência humana desses dentes seja contestada, nenhuma evidência que contradiga essa afirmação foi apresentada e ela ganhou alguma aceitação. No entanto, a atribuição de toda a tecnologia Uluzzi a seres humanos europeus anatomicamente modernos é mais controversa.